# Pedro Laín Entralgo
Pedro Laín Entralgo (Urrea de Gaén, 1908 - Madrid, 2001) fou un metge, químic i escriptor espanyol, acadèmic de la Reial Acadèmia de la Història. Germà del polític i traductor José Laín Entralgo.

## Biografia
Va néixer el 15 de febrer de 1908 a la població d'Urrea de Gaén, població situada a la comarca del Baix Martín dins la província de Terol. Va estudiar química a la Universitat de València, on va obtenir, després d'un examen, una plaça de col·legial-becari en el Col·legi del Beat Joan de Ribera de Burjassot, avui en dia anomenat Col·legi Major Sant Joan de Ribera. Doctor en medicina i llicencia en química va ocupar la càtedra d'Història de la Medicina a la Universitat Complutense de Madrid, de la qual fou posteriorment rector durant el temps que Joaquín Ruiz-Giménez Cortés va ser ministre d'Educació.
Va ser un membre prominent de la Falange Española Tradicionalista y de las JONS, especialment durant els anys de la Guerra Civil espanyola. Quan era cap de la «Sección de Ediciones del Servicio Nacional de Propaganda», va participar activament en la depuració de biblioteques, editorials i llibreries. En relació amb aquesta activitat a Barcelona, on va entrar amb el general Juan Yagüe Blanco, ell mateix explicava: «[…] establecí contacto con las imprentas que a partir de entonces habían de trabajar para la Editora
Nacional, incrementé la biblioteca del Ateneo, a través de Luys Santa Marina, su nuevo presidente, con montones de libros requisados por los fugitivos y por ellos abandonados en un gran almacén de Diputación-Paseo de Gracia, ayudé a limpiar la ciudad de la pornografía y el anarquismo barato que tan profusamente la poblaban.»
Va ser membre de la Reial Acadèmia Espanyola, de la qual fou director, de la Reial Acadèmia de Medicina i de la Reial Acadèmia de la Història. El 1982 fou guardonat amb la Creu de Sant Jordi, concedida per la Generalitat de Catalunya, i el 1989 amb el Premi Príncep d'Astúries de Comunicació i Humanitats, juntament amb l'editorial mexicana Fondo de Cultura Económica de México.
Va morir a la ciutat de Madrid el 5 de juny de l'any 2001.

## Obra
Al costat de Dionisio Ridruejo va fundar la Revista Escorial el 1941. Aquesta revista va encarnar l'esperit més liberal dins de la Falange Espanyola. Orientada al públic minoritari de l'alta cultura, va esdevenir un mitjà de propaganda. Pretenia recuperar "el que fos recuperable" del món intel·lectual anterior a la Guerra Civil espanyola per a acabar amb l'erm cultural que s'estava convertint l'Espanya de la postguerra. Va dirigir l'Editora Nacional, que defensava amb l'argument que havia d'existir perquè la Falange disposés d'un altaveu per a la doctrina i la literatura falangistes.
La seva obra és molt variada i extensa, havent tractat els temes d'Història de la Medicina així com la relació entre metge i malalt. En els últims anys va publicar diversos llibres sobre antropologia filosòfica en els quals va analitzar amb rigor i actualitat la naturalesa profunda del ser humà. Algunes d'aquestes obres són "Alma, cuerpo, persona" i "¿Qué es el hombre?". Van exercir profunda influència en el seu pensament José Ortega y Gasset i Xavier Zubiri.
En els seus estudis antropològics pren com a punt de partida, d'una banda, les seves creences cristianes, que, de forma molt concisa resumeix en els següents punts: Déu va crear l'home a imatge i semblança seva; l'home sencer perviu després de la mort; durant la seva vida terrenal, a l'home li és possible comunicar-se amb Déu. Per altra banda, considera necessari tenir en compte les últimes aportacions de la ciència, tant en el terreny de l'evolució, com en el de la neurologia, entre d'altres. Des d'aquesta orientació, realitza una crítica del concepte de l'ànima des de Plató fins als nostres dies. Per a això es recolza en la cosmologia de Xavier Zubiri, sobretot, en l'exposició dels nivells estructurals que l'univers en la seva essència dinàmica ha produït, presentada en l'obra Estructura dinámica de la realidad.
El seu dilatat i notable bagatge intel·lectual no és obstacle perquè observi amb discreció els límits del coneixement humà. En aquest sentit, afirma que les qüestions sobre les quals cap tenir un coneixement cert no podran ser més que qüestions penúltimes; sobre les qüestions últimes només serà possible tenir un coneixement incert, probable.
Durant anys va escriure la crítica teatral de la revista La Gaceta Ilustrada, activitat que li va dur a escriure teatre també.

## Obres publicades
- Reconciliar España.  Editorial Triacastela, 2010. ISBN 978-84-95840-46-2.
- Escritos sobre Cajal.  Editorial Triacastela, 2010. ISBN 978-84-95840-46-2.
- España como problema.  Galaxia Gutenberg; Círculo de Lectores, 2006. ISBN 978-84-8109-548-7.
- El médico y el enfermo.  Editorial Triacastela, 2003. ISBN 978-84-95840-03-5.
- Qué es el hombre: evolución y sentido de la vida.  Círculo de Lectores, 1999. ISBN 978-84-226-7795-6. (Premio Internacional de Ensayo Jovellanos).
- Historia universal de la medicina.  Masson, 1998. ISBN 978-84-458-0670-8.
- El problema de ser cristiano.  Círculo de Lectores, 1998. ISBN 978-84-226-6784-1.
- Idea del hombre.  Círculo de Lectores, 1997. ISBN 978-84-226-6148-1.
- Alma, cuerpo, persona.  Galaxia Gutenberg, 1997. ISBN 978-84-8109-039-0.
- La Generación del 98.  Espasa-Colección Austral, 1997 (2ª edición). ISBN 978-84-239-7405-4.
- Ser y conducta del hombre.  Espasa-Calpe, 1996. ISBN 978-84-239-7824-3.
- Cuerpo y alma. Estructura dinámica del cuerpo humano.  Espasa-Calpe, 1996. ISBN 978-84-239-7295-1.
- Creer, esperar, amar.  Galaxia Gutenberg; Círculo de Lectores, 1993. ISBN 8481090034.
- El cuerpo humano. Teoría actual.  Espasa-Universidad, 1989. ISBN 84-239-6543-0.
- Teoría y realidad del otro.  Alianza, 1988. ISBN 84-206-2352-0. (Primera edición: 1961, Revista de Occidente).
- Descargo de conciencia (1930–1960).  Barral, 1976. ISBN 84-211-0338-5.
- Sobre la amistad.  Espasa-Calpe, 1972.
- La espera y la esperanza. Historia y teoría del esperar humano.  Revista de Occidente, 1957.
- Los valores morales del nacionalsindicalismo.  Editora Nacional, 1946.

### En col·laboració
- Pedro Laín Entralgo y Carlos Seco Serrano (coordinadores). España en 1898. Las claves del Desastre.  Galaxia Gutenberg-Círculo de Lectores, 1998. ISBN 978-84-8109-165-6.